# 石庙子镇
石庙子镇，是中华人民共和国辽宁省鞍山市岫岩满族自治县下辖的一个乡镇级行政单位。

## 行政区划
石庙子镇下辖以下地区：
青杨堡村、兴旺沟村、大沟村、石佛村、东青苔峪村、西青苔峪村、丁字峪村、石棉村和石庙子村。